# Gran Premio de Portugal de Motociclismo
El Gran Premio de Portugal de Motociclismo es una carrera de motociclismo de velocidad que formó parte del Campeonato Mundial de Motociclismo. El máximo ganador del Gran Premio de Portugal de Motociclismo en la división máxima fue el piloto italiano Valentino Rossi con cinco triunfos.
Las dos primeras ediciones se corrieron en autódromos de España: Jarama en 1987 y Jerez en 1988 (la edición de 1988 se denominó Gran Premio Expo 92). Esto significó que España recibiera dos fechas del mundial, de la misma manera que lo hizo Italia con los grandes premios de Italia y San Marino. Luego, el gran premio tuvo lugar en el circuito lusitano de Estoril desde 2000 hasta 2012.
El Gran Premio tenía prevista su reincorporación al calendario para la temporada 2022, en un sistema de rotación con los circuitos españoles, pero finalmente hizo su regreso en la temporada 2020 dentro de la reestructuración del calendario provocado por la pandemia del coronavirus, debido a que el circuito del Algarve es uno de los circuitos de reserva del mundial desde la temporada 2017.

## Ganadores

### Ganadores múltiples (Pilotos)
| # Victorias | Piloto           | Victorias | Victorias              |
| # Victorias | Piloto           | Categoría | Años Ganador           |
| ----------- | ---------------- | --------- | ---------------------- |
| 5           | Valentino Rossi  | MotoGP    | 2002, 2003, 2004, 2007 |
| 5           | Valentino Rossi  | 500 cc    | 2001                   |
| 3           | Toni Elías       | MotoGP    | 2006                   |
| 3           | Toni Elías       | 250 cc    | 2003, 2004             |
| 3           | Álvaro Bautista  | 250 cc    | 2007, 2008             |
| 3           | Álvaro Bautista  | 125 cc    | 2006                   |
| 3           | Jorge Lorenzo    | MotoGP    | 2008, 2009, 2010       |
| 2           | Daijiro Kato     | 250 cc    | 2000, 2001             |
| 2           | Stefan Bradl     | Moto2     | 2010, 2011             |
| 2           | Casey Stoner     | MotoGP    | 2012                   |
| 2           | Casey Stoner     | 250 cc    | 2005                   |
| 2           | Marc Márquez     | Moto2     | 2012                   |
| 2           | Marc Márquez     | 125 cc    | 2010                   |
| 2           | Raúl Fernández   | Moto2     | 2021                   |
| 2           | Raúl Fernández   | Moto3     | 2020                   |
| 2           | Fabio Quartararo | MotoGP    | 2021, 2022             |
| 2           | Pedro Acosta     | Moto2     | 2023                   |
| 2           | Pedro Acosta     | Moto3     | 2021                   |
| 2           | Daniel Holgado   | Moto3     | 2023, 2024             |

### Ganadores múltiples (constructores)
| # Victorias | Constructor | Victorias | Victorias                                |
| # Victorias | Constructor | Categoría | Años Ganador                             |
| ----------- | ----------- | --------- | ---------------------------------------- |
| 13          | Honda       | MotoGP    | 2002, 2003, 2005, 2006, 2011, 2012       |
| 13          | Honda       | 500 cc    | 2001                                     |
| 13          | Honda       | 250 cc    | 1987, 2000, 2001, 2004, 2006             |
| 13          | Honda       | 125 cc    | 2000                                     |
| 12          | Aprilia     | 250 cc    | 2002, 2003, 2005, 2007, 2008             |
| 12          | Aprilia     | 125 cc    | 2002, 2003, 2004, 2006, 2007, 2008, 2011 |
| 9           | Yamaha      | MotoGP    | 2004, 2007, 2008, 2009, 2010, 2021, 2022 |
| 9           | Yamaha      | 500 cc    | 1987, 2000                               |
| 6           | KTM         | MotoGP    | 2020                                     |
| 6           | KTM         | Moto3     | 2012, 2020, 2021, 2023                   |
| 6           | KTM         | 125 cc    | 2005                                     |
| 6           | Kalex       | Moto2     | 2011, 2020, 2021, 2022, 2023, 2024       |
| 4           | Ducati      | MotoGP    | 2023, 2024                               |
| 4           | Ducati      | MotoE     | 2024, 2024                               |
| 3           | Derbi       | 125 cc    | 2009, 2010                               |
| 3           | Derbi       | 80 cc     | 1987                                     |
| 2           | Gilera      | 250 cc    | 2009                                     |
| 2           | Gilera      | 125 cc    | 2001                                     |
| 2           | Suter       | Moto2     | 2010, 2012                               |
| 2           | Gas Gas     | Moto3     | 2022, 2024                               |

### Por Año
| Año  | Circuito | MotoE             | MotoE       | MotoE          | MotoE       | Moto3          | Moto3       | Moto2      | Moto2       | MotoGP       | MotoGP      |
| Año  | Circuito | Carrera 1         | Carrera 1   | Carrera 2      | Carrera 2   | Moto3          | Moto3       | Moto2      | Moto2       | MotoGP       | MotoGP      |
| Año  | Circuito | Piloto            | Constructor | Piloto         | Constructor | Piloto         | Constructor | Piloto     | Constructor | Piloto       | Constructor |
| ---- | -------- | ----------------- | ----------- | -------------- | ----------- | -------------- | ----------- | ---------- | ----------- | ------------ | ----------- |
| 2024 | Algarve  | Nicholas Spinelli | Ducati      | Mattia Casadei | Ducati      | Daniel Holgado | Gas Gas     | Arón Canet | Kalex       | Jorge Martín | Ducati      |

| Año         | Circuito     | Moto3           | Moto3        | Moto2            | Moto2        | MotoGP            | MotoGP       |
| Año         | Circuito     | Piloto          | Constructor  | Piloto           | Constructor  | Piloto            | Constructor  |
| ----------- | ------------ | --------------- | ------------ | ---------------- | ------------ | ----------------- | ------------ |
| 2023        | Algarve      | Daniel Holgado  | KTM          | Pedro Acosta     | Kalex        | Francesco Bagnaia | Ducati       |
| 2022        | Algarve      | Sergio García   | Gas Gas      | Joe Roberts      | Kalex        | Fabio Quartararo  | Yamaha       |
| 2021        | Algarve      | Pedro Acosta    | KTM          | Raúl Fernández   | Kalex        | Fabio Quartararo  | Yamaha       |
| 2020        | Algarve      | Raúl Fernández  | KTM          | Remy Gardner     | Kalex        | Miguel Oliveira   | KTM          |
| 2019 - 2013 | No disputado | No disputado    | No disputado | No disputado     | No disputado | No disputado      | No disputado |
| 2012        | Estoril      | Sandro Cortese  | KTM          | Marc Márquez     | Suter        | Casey Stoner      | Honda        |
| Año         | Circuito     | 125 cc          | 125 cc       | Moto2            | Moto2        | MotoGP            | MotoGP       |
| Año         | Circuito     | Piloto          | Constructor  | Piloto           | Constructor  | Piloto            | Constructor  |
| 2011        | Estoril      | Nicolás Terol   | Aprilia      | Stefan Bradl     | Kalex        | Dani Pedrosa      | Honda        |
| 2010        | Estoril      | Marc Márquez    | Derbi        | Stefan Bradl     | Suter        | Jorge Lorenzo     | Yamaha       |
| Año         | Circuito     | 125 cc          | 125 cc       | 250 cc           | 250 cc       | MotoGP            | MotoGP       |
| Año         | Circuito     | Piloto          | Constructor  | Piloto           | Constructor  | Piloto            | Constructor  |
| 2009        | Estoril      | Pol Espargaró   | Derbi        | Marco Simoncelli | Gilera       | Jorge Lorenzo     | Yamaha       |
| 2008        | Estoril      | Simone Corsi    | Aprilia      | Álvaro Bautista  | Aprilia      | Jorge Lorenzo     | Yamaha       |
| 2007        | Estoril      | Héctor Faubel   | Aprilia      | Álvaro Bautista  | Aprilia      | Valentino Rossi   | Yamaha       |
| 2006        | Estoril      | Álvaro Bautista | Aprilia      | Andrea Dovizioso | Honda        | Toni Elías        | Honda        |
| 2005        | Estoril      | Mika Kallio     | KTM          | Casey Stoner     | Aprilia      | Alex Barros       | Honda        |
| 2004        | Estoril      | Héctor Barberá  | Aprilia      | Toni Elías       | Honda        | Valentino Rossi   | Yamaha       |
| 2003        | Estoril      | Pablo Nieto     | Aprilia      | Toni Elías       | Aprilia      | Valentino Rossi   | Honda        |
| 2002        | Estoril      | Arnaud Vincent  | Aprilia      | Fonsi Nieto      | Aprilia      | Valentino Rossi   | Honda        |
| Año         | Circuito     | 125 cc          | 125 cc       | 250 cc           | 250 cc       | 500 cc            | 500 cc       |
| Año         | Circuito     | Piloto          | Constructor  | Piloto           | Constructor  | Piloto            | Constructor  |
| 2001        | Estoril      | Manuel Poggiali | Gilera       | Daijiro Kato     | Honda        | Valentino Rossi   | Honda        |
| 2000        | Estoril      | Emilio Alzamora | Honda        | Daijiro Kato     | Honda        | Garry McCoy       | Yamaha       |

| Año  | Circuito | 80 cc          | 80 cc       | 125 cc       | 125 cc      | 250 cc     | 250 cc      | 500 cc       | 500 cc      |
| Año  | Circuito | Piloto         | Constructor | Piloto       | Constructor | Piloto     | Constructor | Piloto       | Constructor |
| ---- | -------- | -------------- | ----------- | ------------ | ----------- | ---------- | ----------- | ------------ | ----------- |
| 1987 | Jarama   | Jorge Martínez | Derbi       | Paolo Casoli | MBA         | Anton Mang | Honda       | Eddie Lawson | Yamaha      |